# Ernst Sidler-Huguenin

Ernst Sidler-Huguenin (1914)

Ernst Sidler-Huguenin (* 8. Mai 1869 in Zug; † 1. Dezember 1922 in Zürich) war ein Schweizer Mediziner, Augenarzt und Hochschullehrer.

## Leben und Wirken
Ernst Sidler-Huguenin war ein Sohn des Mediziners Franz Sidler (1839–1885) und dessen Frau Friederike, geborene Schwerzmann (1841–1903). Diese war eine Schwester von Adelheid Page-Schwerzmann.
Sidler-Huguenin habilitierte sich mit der Schrift Über die hereditär-syphilitischen Augenhintergrundsveränderungen, nebst einigen allgemeinen Bemerkungen über Augenerkrankungen. Er war Dozent für Ophtalmologie an der Universität Zürich und ab 1919 Professor an der Universitäts-Augenklinik in Zürich als Nachfolger von Otto Haab, dessen langjähriger Stellvertreter er zuvor gewesen war. 
Während seines Aufenthalts 1917 in Zürich war James Joyce sein Patient, den er am rechten Auge operierte. Die Operation war nicht ganz geglückt, da die Sehkraft an Joyce’ Auge in der Folge beeinträchtigt war. Die Operation am 24. August 1917 in Zürich war die erste von insgesamt elf Augenoperationen, denen sich Joyce im Lauf seines Lebens unterziehen musste.

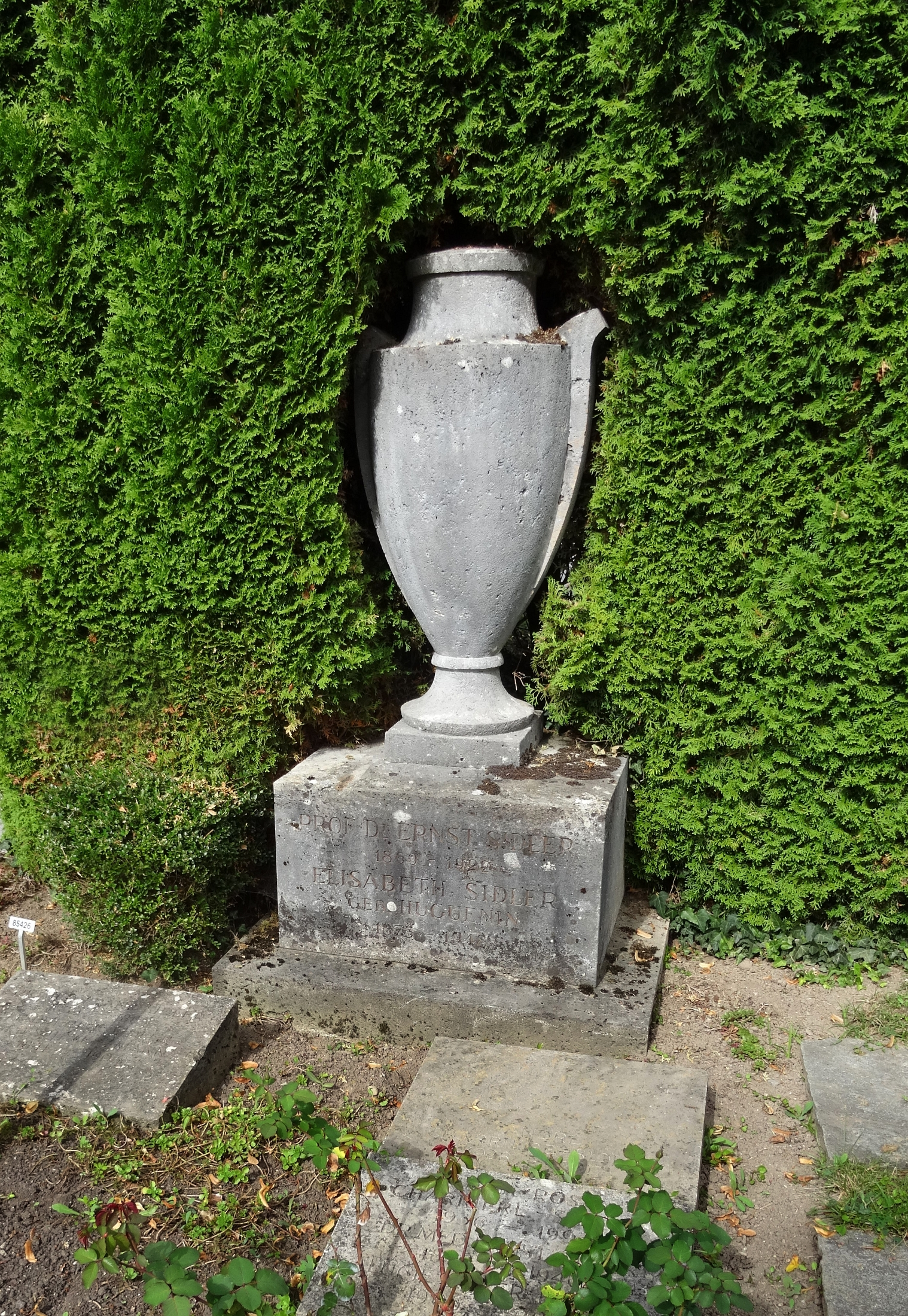
Familiengrab auf dem Friedhof Rehalp, Zürich

Sidler-Huguenin war mit Elisabeth, geborene Huguenin (1873–1948), verheiratet. Ihr gemeinsamer Sohn war der spätere Augenarzt Ernst Sidler-Börsig (1898–1940).
Ernst Sidler-Huguenin starb nach langer Krankheit am 1. Dezember 1922 im Alter von 53 Jahren in Zürich. Er fand seine letzte Ruhestätte auf dem dortigen Friedhof Rehalp, wo das Familiengrab erhalten ist.
In den Klinischen Monatsblättern für Augenheilkunde erschien 1923 ein – von Otto Haab verfasster – ausführlicher Nachruf auf ihn, in welchem sein praktisches und wissenschaftliches Wirken gewürdigt wird und seine sämtlichen Veröffentlichungen aufgeführt sind.

## Schriften (Auswahl)
- Über die hereditär-syphilitischen Augenhintergrundsveränderungen, nebst einigen allgemeinen Bemerkungen über Augenerkrankungen. Habilitationsschrift. Voss, Hamburg 1902.
- Fünf Fälle von Sehnerventuberkulose nebst einigen allgemeinen Bemerkungen über Tuberkulinbehandlung. Klinische Monatsblätter für Augenheilkunde, Band LXI. Ferdinand Enke, Stuttgart 1918.
- Was lehrt uns das Auge? Antrittsvorlesung an der Universität Zürich, d. 23. Okt. 1920. Art. Institut Orell Füssli, Zürich 1921.